# E-mergency
e-mergency ist eine webbasierte Notfallmanagement-Applikation für Unternehmen, Schulen und anderweitige Organisationen und eine eingetragene Marke in der Schweiz. Die Rechte an der Applikation gehören der e-mergency AG, welche für die Weiterentwicklung und Vermarktung der App verantwortlich ist.

## Entstehung
Die Notfall-App wurde 2015 im Auftrag der Bildungsdirektion des Kantons Zürich in Zusammenarbeit mit der Kantonspolizei Zürich, der Fachstelle für Gewaltprävention der Stadt Zürich und den Softwareentwicklern der Zuger Firma exanic AG entwickelt und ist seit Juli 2015 auf dem Markt. Seit April 2019 ist die e-mergency AG ein eigenständiges Unternehmen und im Handelsregister eingetragen. Die Notfall-App wird an 1514 Standorten eingesetzt und von 30160 Personen genutzt (Stand Oktober 2019).

## Tätigkeitsfeld
Im Bildungssektor ist die Applikation unter dem Namen «Notfall-App für Schulen» bekannt. Sie ist in vierzehn Kantonen an Schulen im Einsatz und die Nummer Eins im Schweizer Bildungssektor. Die Notfall-App wird von verschiedenen Bildungseinrichtungen auf Volks-, Mittel-, Hochschul- und Berufsbildungsstufe als zentralisiertes Notfallmanagement-Tool eingesetzt. Im Unternehmenskontext ist die App unter dem Namen «e-mergency» im Einsatz und wird von Kunden aus den folgenden Sektoren genutzt:
- Baubranche
- Industrie
- Gesundheits- und Pflegesektor
- Verwaltung
- Veranstaltungssektor
- Sport

Die Notfall-App e-mergency unterstützt ein funktionierendes und strukturiertes Notfallvorsorgekonzept und trägt so zu einem effektiven und effizienten Business Continuity Management (BCM) bei. 